# Lêucade (ilha)
Lêucade (ou ainda: Levkás, Lefkada, Lefkados, Leucas; em grego: Λευκάς) é uma ilha e uma unidade regional da Grécia pertencente a região das Ilhas Jônicas. Está localizada no Mar Jônico. Sua capital é a cidade de Lêucade, situada no norte da ilha.

## Mitologia
Segundo Aristóteles, citado por Estrabão, a ilha foi habitada por léleges, liderados por alguns dos vinte e dois filhos de Teléboas, filho de uma filha de Lélex.

## História
A ilha foi devastada pelo general ateniense Demóstenes, durante a Guerra do Peloponeso, em 432 a.C..